# Dolní Chřibská
Dolní Chřibská (německy Niederkreibitz) je část města Chřibská v okrese Děčín. Nachází se na západě Chřibské. Dolní Chřibská je také název katastrálního území o rozloze 8,68 km². Součástí Dolní Chřibské bývala osada Na Potocích.

## Historie
První písemná zmínka o obci pochází z roku 1352.

## Osada Na Potocích

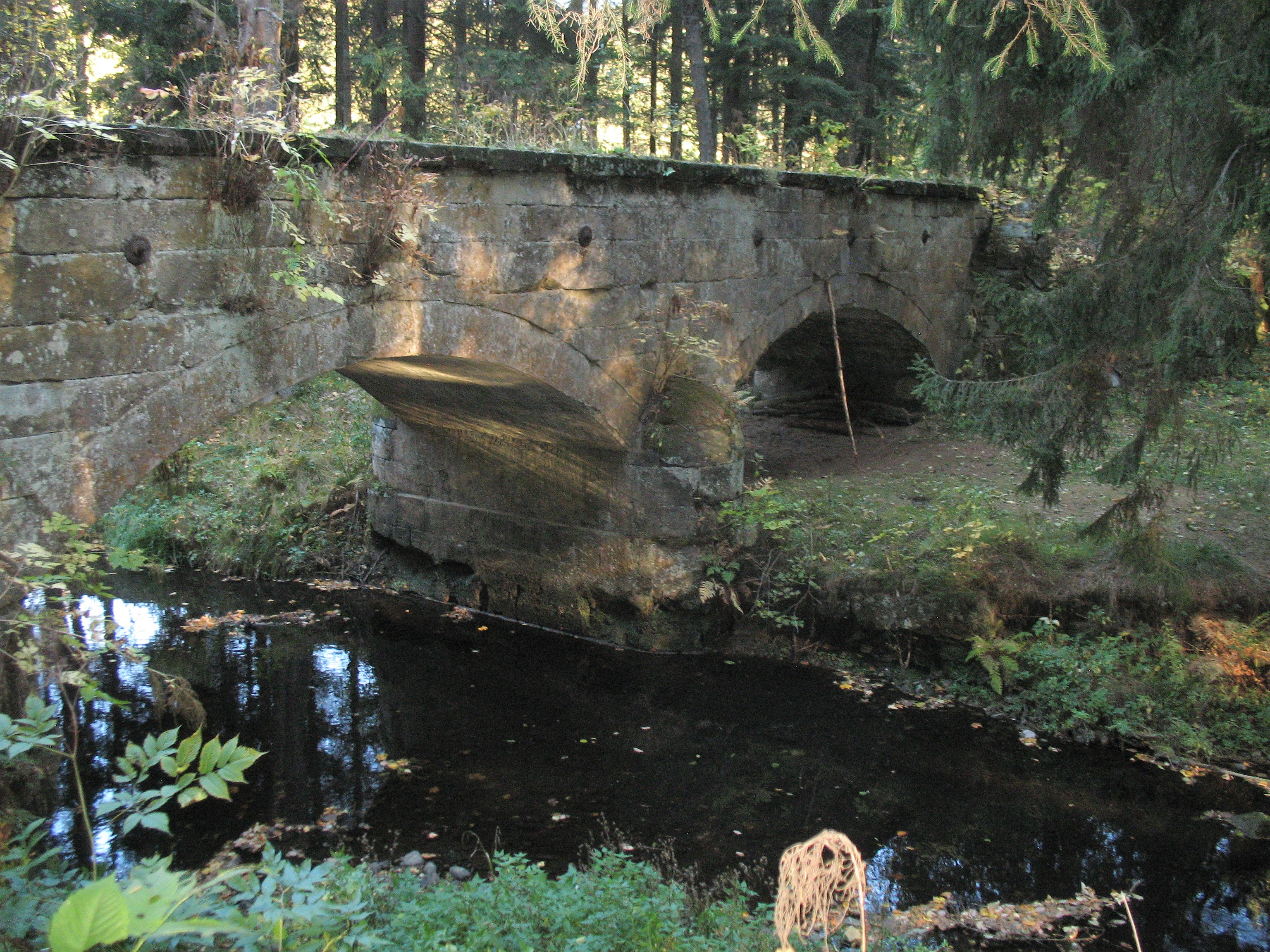
Akvadukt v lokalitě Na Potocích

Osada Na Potocích nebo též Na Potokách (německy Bachhäuser) ležela necelý jeden kilometr jihozápadně od posledních domů Dolní Chřibské při rozcestí silnic do Jetřichovic a do Studeného, resp. České Kamenice. V roce 1930 bylo v osadě osm domů s celkem 34 obyvateli. Na počátku 21. století z osady zbyl jediný objekt, který dříve sloužil jako rekreační středisko a později byl přebudován na soukromý domov pro seniory. Téměř až do konce 20. století v osadě stály budovy někdejší tkalcovny Floriana Hübela. Vyhořelá továrna byla zbořena v roce 2000, zachoval se pouze kamenný akvadukt s náhonem a tunely, který je technickou památkou.

## Obyvatelstvo
Při sčítání lidu v roce 1921 zde žilo 1 406 obyvatel (z toho 640 mužů), z nichž bylo jedenáct Čechoslováků, 1 383 Němců a dvanáct cizinců. Kromě osmi evangelíků a osmi lidí bez vyznání se hlásili k římskokatolické církvi. Podle sčítání lidu z roku 1930 měla vesnice 1 476 obyvatel: 22 Čechoslováků, 1 446 Němců a osm cizinců. Kromě římskokatolické většiny ve vsi žilo deset evangelíků, jeden člen církve československé, jedenáct příslušníků nezjišťovaných církví a 53 lidí bez vyznání.
|                                                                   | 1869  | 1880  | 1890  | 1900  | 1910  | 1921  | 1930  | 1950 | 1961 | 1970 | 1980 | 1991 | 2001 | 2011 |
| ----------------------------------------------------------------- | ----- | ----- | ----- | ----- | ----- | ----- | ----- | ---- | ---- | ---- | ---- | ---- | ---- | ---- |
| Obyvatelé                                                         | 1 954 | 1 815 | 1 701 | 1 612 | 1 575 | 1 406 | 1 476 | 686  | 527  | 477  | 367  | 305  | 319  | 341  |
| Domy                                                              | 270   | 285   | 283   | 303   | 303   | 301   | 297   | 278  | .    | 116  | 95   | 82   | 121  | 129  |
| Počet domů z roku 1961 je zahrnut v domech místní části Chřibská. |       |       |       |       |       |       |       |      |      |      |      |      |      |      |

## Pamětihodnosti
- Vodní mlýn na koření na konci Dolní Chřibské při cestě do Jetřichovic
- Venkovská usedlost čp. 118
- Venkovská usedlost čp. 175
- Venkovská usedlost čp. 230
- Venkovská usedlost čp. 231
- Vodní náhon s akvaduktem textilní továrny čp. 297
- Přírodní památka Louka u Brodských – naleziště prstnatce májového a jiných ohrožených druhů rostlin
- Lípa na Sedle – památný strom, roste na louce poblíž rekreačního domku e.č. 90[10] (50°52′20″ s. š., 14°29′20″ v. d.)
- Skupina stromů Pod hřbitovem – šest památných stromů, stojí v intravilánu severně od silnice na Dolní Chřibskou; obvod kmenů od 298 cm do 425 cm. Původně chráněno sedm stromů, avšak ochrana jasanu byla zrušena, neboť byl pokácen z důvodu bezpečnosti.[11] (50°51′58″ s. š., 14°28′44″ v. d.)